# Károly Zipernowsky

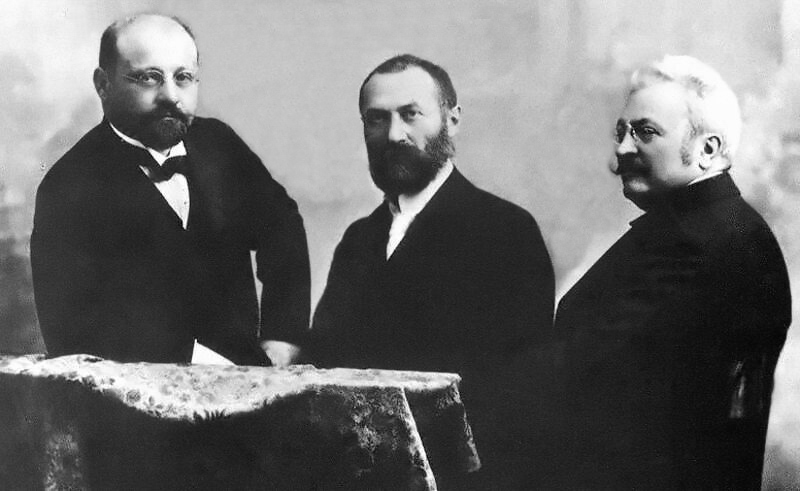
Károly Zipernowsky (a destra), Miksa Déri e Ottó Bláthy

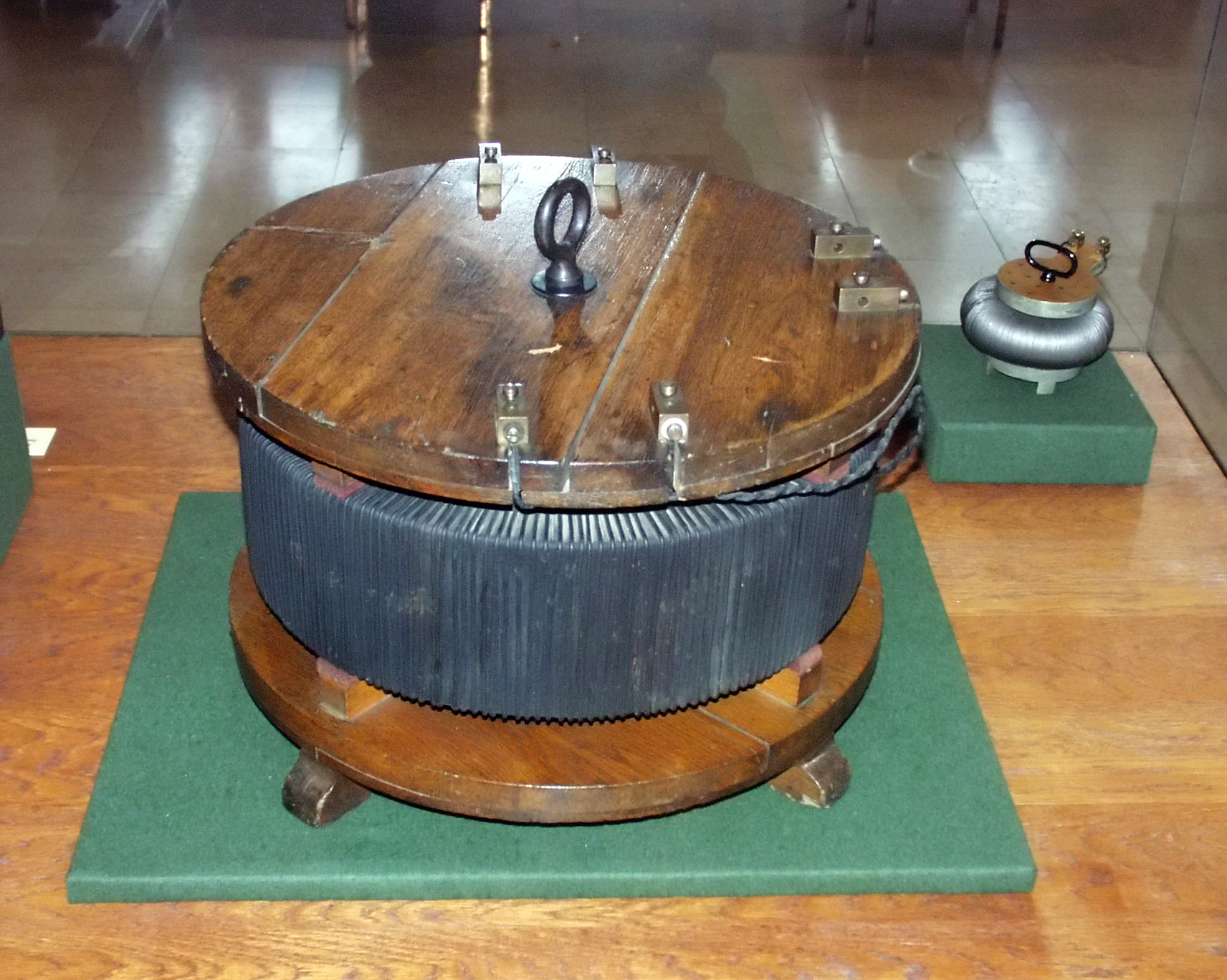
Il trasformatore ZBD (1885)

Károly Zipernowsky (Vienna, 4 aprile 1853 – Budapest, 29 novembre 1942) è stato un ingegnere ungherese.

## Biografia
Zipernowsky nacque a Vienna da una famiglia di origine ebraica. Conseguì il diploma di scuola superiore a Pest, dopodiché lavorò in una farmacia di Kecskemét. Nel 1872 si iscrisse a Buda alla Regia università tecnica giuseppina (oggi Università tecnica ed economica di Budapest).
Al quarto anno di studi insegnò ingegneria elettrica presso l'associazione degli ingegneri e architetti. Durante una delle sue conferenze, fu notato da András Mechwart, amministratore delegato della società Ganz, che lo nominò venticinquenne (nel 1878) direttore di organizzazione del dipartimento elettrico dell'azienda.
In pochi mesi, sulla base dei suoi piani, approntò un nuovo generatore. Questo generatore a corrente continua fu prodotto per la fonderia di proprietà dell'azienda. Sotto la sua guida, l'azienda Ganz fu pioniera della tecnologia ungherese della corrente alternata.
Nel 1882 Miksa Déri insieme con Zipernowsky depositò il brevetto per un alternatore auto-eccitato. Questo generatore alimentò mille lampadine elettriche al Teatro Nazionale di Budapest, che fu il terzo teatro al mondo ad essere illuminato con la luce elettrica, dopo quelli di Londra e di Brno.
Nel 1883 presentò all'esposizione elettrica internazionale di Vienna un generatore di corrente alternata monofase comandato da un motore a vapore da 150 cavalli. Questo era un grande salto per lo sviluppo del sistema di corrente alternata, che suscitò molto entusiasmo: infatti risolse il problema di non poter accoppiare in parallelo i generatori di corrente alternata, collegando il rotore al volano del motore a vapore. Dal 1884 la macchina fu utilizzata per illuminare la stazione ferroviaria di Keleti a Budapest.
Nel 1885 conseguì risultati significativi nello sviluppo del trasformatore con Miksa Déri e Ottó Bláthy; il trasformatore da loro inventato divenne noto come trasformatore ZBD dalle iniziali dei loro cognomi.
Quest'invenzione coronò la sua attività di ricerca, che coordinò personalmente fino al 1893. Il suo più grande successo pratico fu la creazione di impianti di energia elettrica e delle relative linee elettriche per la città di Roma.
Nel 1893 Zipernowsky divenne professore di ingegneria elettrica presso l'Università Tecnica ed Economica di Budapest (TUB) e membro corrispondente dell'Accademia delle Scienze Ungherese. La sua università fu all'avanguardia nell'ingegneria elettrica e in particolare nel campo dell'alta tensione rispetto alle altre università europee.
Dal 1905 è stato presidente della Società Ungherese di elettrotecnica.